# Climacteris rufus
El corretroncos rufo (Climacteris rufus) es una especie de ave paseriforme de la familia Climacteridae propia del suroeste de Australia.